# Le Fauga
Le Fauga är en kommun i departementet Haute-Garonne i regionen Occitanien i södra Frankrike. Kommunen ligger i kantonen Muret som tillhör arrondissementet Muret. År 2022 hade Le Fauga 2 509 invånare.

## Befolkningsutveckling
Antalet invånare i kommunen Le Fauga
Referens:INSEE